# Grumman F9F Panther
Grumman F9F Panther – pierwszy odrzutowy samolot myśliwski wyprodukowany w zakładach Grummana, a drugi myśliwiec odrzutowy na służbie US Navy, swój pierwszy lot odbył w 1947. Napęd samolotu stanowił silnik turboodrzutowy J42 (budowany na licencji Rolls-Royce Nene). Charakterystyczną cechą wyglądu "Pantery" są zbiorniki paliwa zamontowane na stałe na końcu skrzydeł.
Samoloty tego typu służyły w czasie wojny koreańskiej, piloci latający na nich łącznie zestrzelili sześć MiG-ów 15, dzięki dobremu wyszkoleniu tracąc tylko jedną maszynę, pomimo przewagi MiG-ów w walce powietrznej nad Pantherami. F9F były podstawowymi myśliwcami i samolotami szturmowymi US Navy w czasie konfliktu koreańskiego. Podczas wojny utracono z przyczyn bojowych 64 samoloty F9F lotnictwa Marynarki i Marines, przede wszystkim od ognia przeciwlotniczego, ponadto pewną liczbę utracono z przyczyn niebojowych. 
"Pantery" zostały wycofane ze służby czynnej w Stanach Zjednoczonych w 1956, ale w roli samolotów szkoleniowych służyły do 1958. Wersją rozwojową F9F Panther był samolot Grumman F9F Cougar.
24 samoloty tego typu zostały zakupione w 1958 przez marynarkę wojenną Argentyny. Planowano ich użycie na lotniskowcu ARA Independecia, ale z powodu zbyt słabych katapult na tym okręcie wszystkie argentyńskie "Pantery" używały wyłącznie lotnisk lądowych. Zostały wycofane ze służby w 1969 z powodu braku części zamiennych.

## Wersje samolotu
- XF9F-2: pierwsze dwa prototypy
- XF9F-3: trzeci prototyp

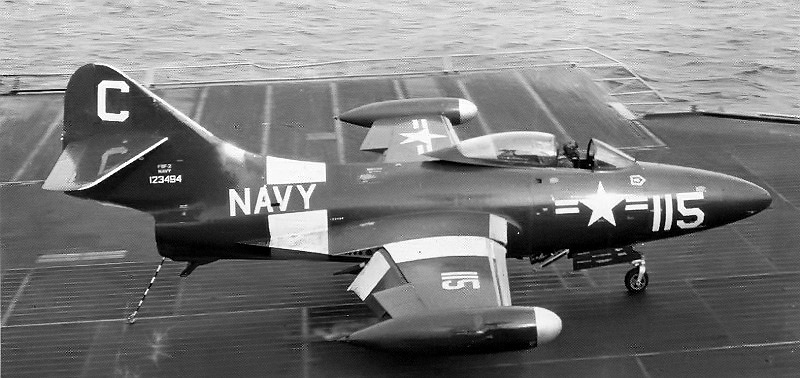
F9F-2 na pokładzie lotniskowca USS „Midway” w 1952 r.

- F9F-2: pierwsza wersja produkcyjna, silnik J42
- F9F-2B: wersja z podskrzydłowymi zaczepami na rakiety i bomby, w późniejszym czasie wszystkie wcześniejsze samoloty zostały zmodyfikowane w ten sposób i zaprzestano używać oznaczenia "B"
- F9F-2P: nieuzbrojona wersja fotograficzna
- F9F-3: wersja z silnikiem Allison J33 zbudowana na wypadek fiaska silnika J42, w późniejszym czasie silniki tych samolotów zostały wymienione na J43
- XF9F-4: prototyp F9F-4.
- F9F-4: wersja z dłuższym kadłubem i większym zapasem paliwa napędzana początkowo silnikiem J33 w późniejszym czasie zamienionym na J42
- F9F-5: jak wersja -4 ale z silnikiem Pratt & Whitney J48 (licencyjny Rolls-Royce Tay )
- F9F-5P: nieuzbrojona wersja fotograficzna z dłuższym nosem
- F9F-5KD: Po wycofaniu ze służby część F9F-5 została przebudowana na bezzałogowe samoloty-cele, w 1962 ich oznaczenie zostało zmienione na DF-9E

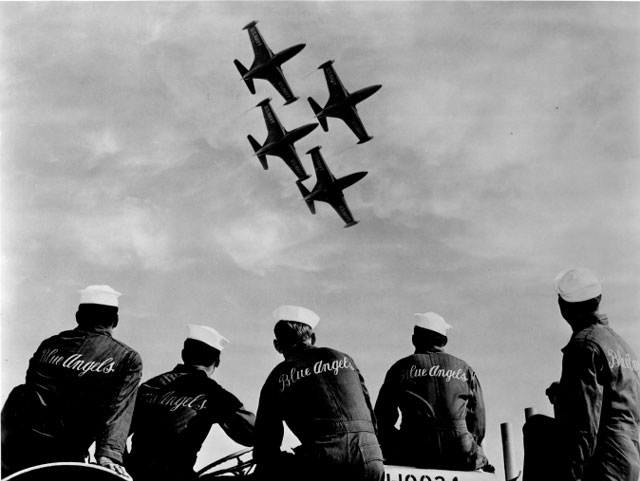
Zespół akrobacyjny "Blue Angels"

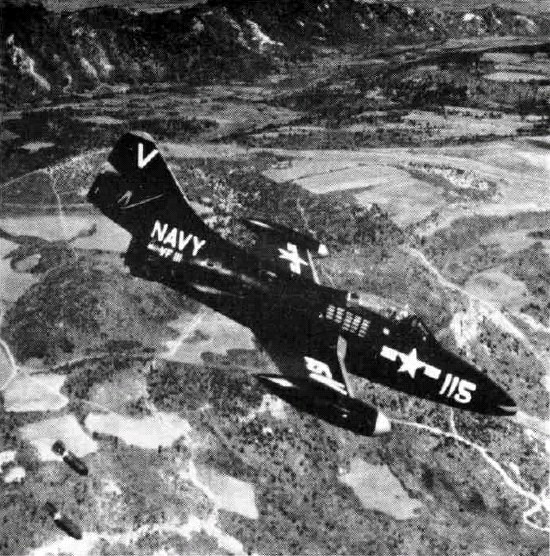
F9F-2 zrzuca bomby w Korei w 1951/1952 r.